# Eriosoma lanigerum
Eriosoma lanigerum eller blodlus är en insektsart inom familjen pungbladlöss.  Arten är reproducerande i Sverige, främst i södra delen av landet, och är ett skadedjur som parasiterar på framför allt äppelträd.

## Morfologi och livscykel
Blodlusen är cirka ett par millimeter lång, med en rödaktig kroppsfärg. Dess namn kommer av att kroppen är fylld av en röd, blodliknande vätska.
Förökningen sker genom partenogenes, alltså utan föregående befruktning. Arten övervintrar som nymfer i sprickor i barken eller andra skyddade platser i värdväxten. Den nyvaknade nymfen kan ses springa över stam och grenar för att hitta en lämplig plats där den kan sätta sig fast. Det är lätt att se kolonierna av löss efter att de har etablerat sig, då de avsöndrar ett vitt, vaxliknande ludd. Under sommaren kan kolonierna förflytta sig till årsskotten.
Under sensommaren kan det utvecklas bevingade honor som kan flyga till kringliggande träd och lägga ägg, men arten sprider sig främst genom att nymfer sprids med vinden eller kryper över till kringliggande träd.

## Skadedjur
Blodlus är parasit på äppleträd och brukar främst vara ett problem för unga träd, såsom vid trädplanteringar. Angreppen syns först som vitt ludd i till exempel barksprickor och andra skador på trädet. Senare på sommaren kan de orsaka svulster på årsskotten, orsakat av deras saliv.  Kraftiga angrepp kan deformera yngre träd och till slut orsaka deras död. Frukten brukar dock inte påverkas av angreppen, men kan få en klibbig yta från lössens honungsdagg.
Angrepp kan behandlas mekaniskt eller med såpvatten, som skadar det vax som skyddar lössen inne i sina "ullbon". Det mest effektiva är dock att rengöra noggrant med till exempel högtryckstvätt. Man måste behandla flera gånger, då det är svårt att komma åt de individer som sitter djupt i barken.
Naturliga fiender mot blodlöss är parasitsteklar och tvestjärtar.

## Bildgalleri

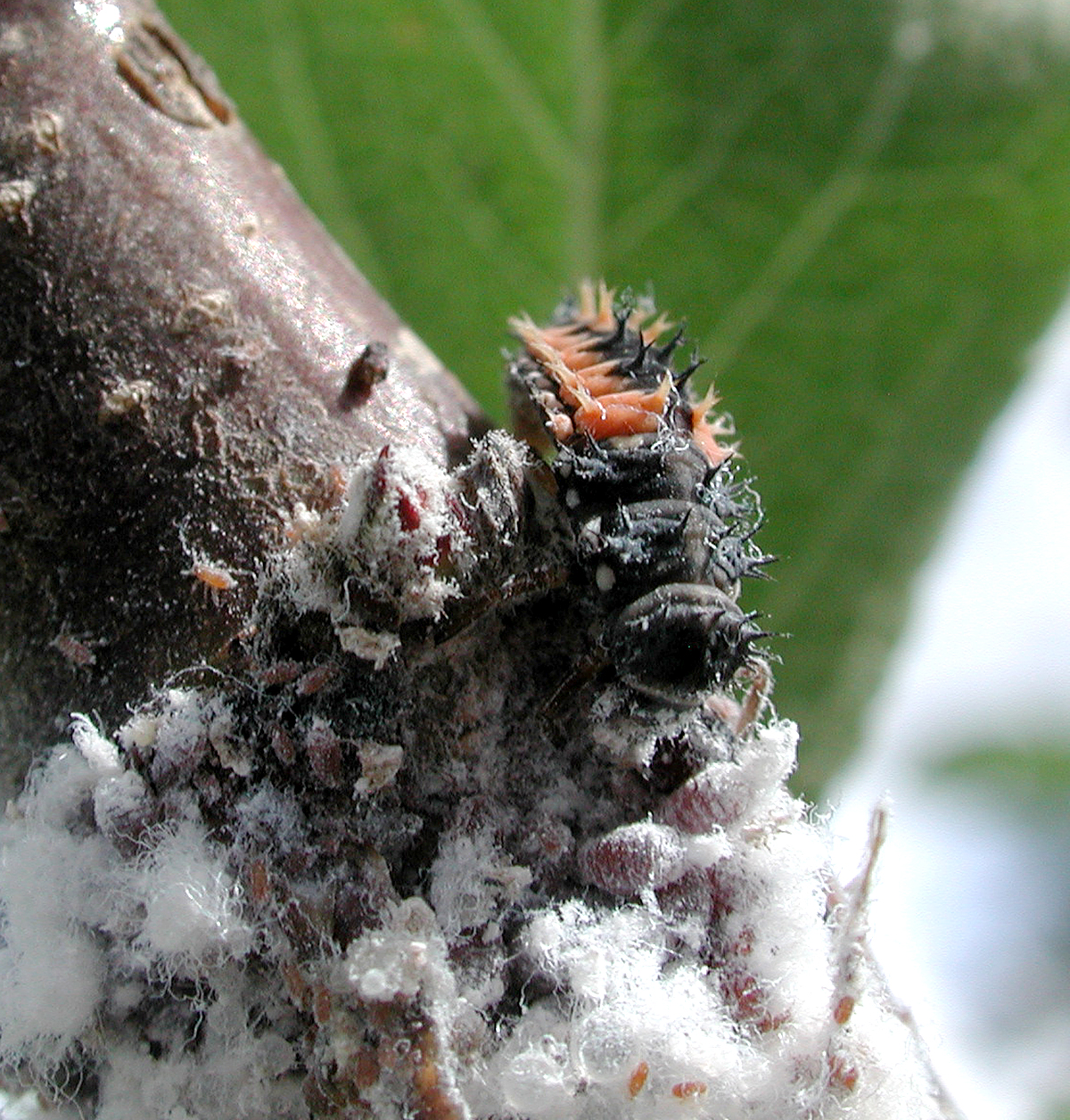
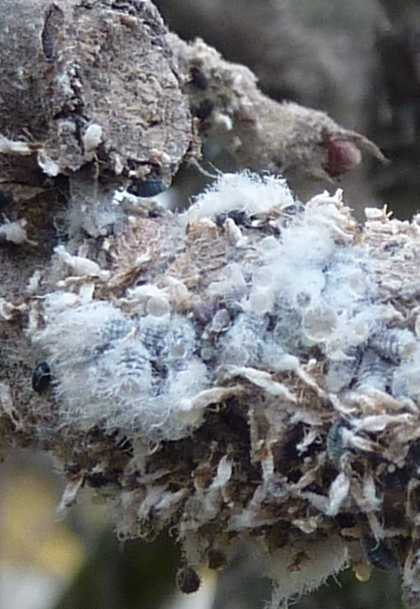
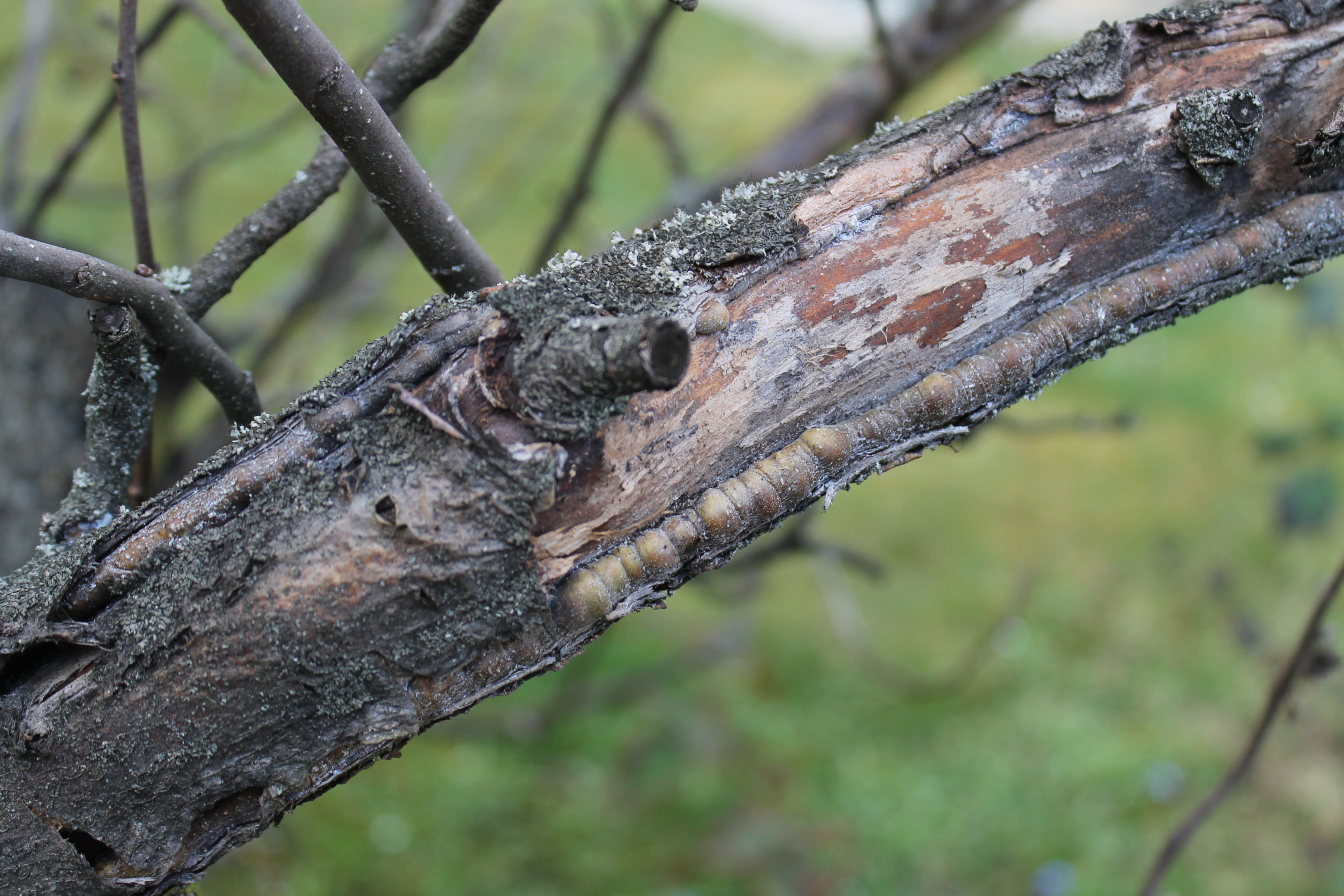
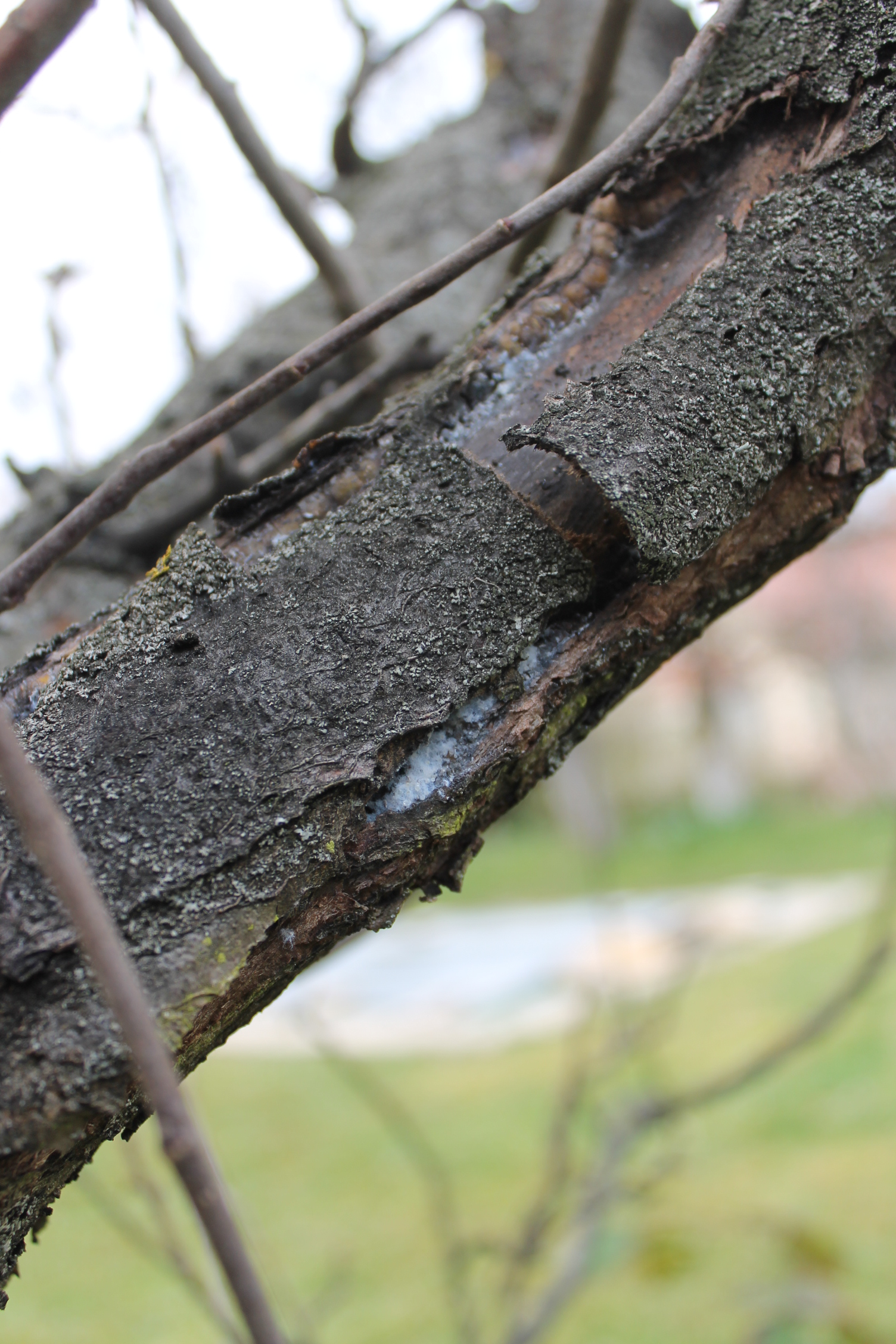
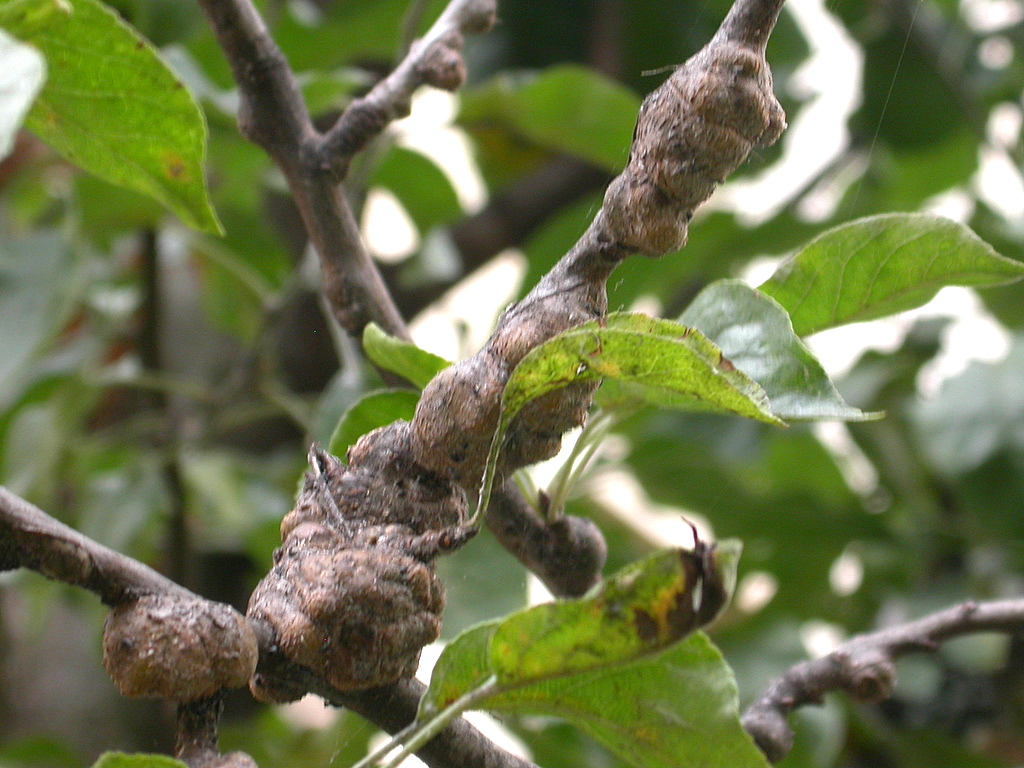
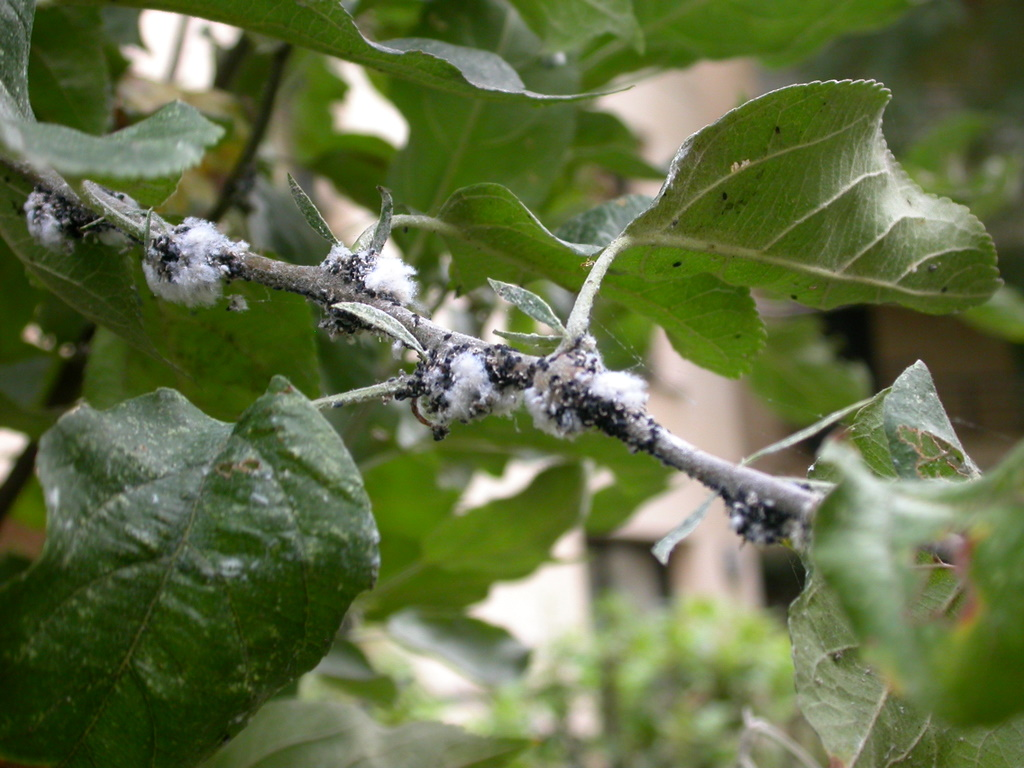